# Agostino Avanzo
Agostino Avanzo (* 1585 in Brescia; † 1665 ebenda) war ein Architekt und Maler.

## Biografie
Zu den wichtigsten Werken gehört der Entwurf und Bau (1640–1663) der Kirche Santa Maria della Carità ex novo, deren zentraler achteckiger Grundriss einen barocken Charakter aufweist, es jedoch versteht einem begrenzten Raum Feierlichkeit und Farbe zu verleihen. Im Jahr 1663 arbeitete er an dem Wiederaufbau der Kirche San Gaetano, die nur sechzig Jahre zuvor gebaut worden war, um vor allem die Struktur der Kirche aus dem 16. Jahrhundert dem Diktat der Gegenreformation anzupassen. Weitere Kirchenbauten, an denen er beteiligt war, sind San Giorgio und das Oratorium von San Rocco. Er war auch an der Arbeit im Dom von Chiari beteiligt. Berichten zufolge hat er zusammen mit Camillo Rama die Fresken des Lebens der Heiligen Katharina in der Kirche San Domenico gemalt.
Ihm werden auch Gemälde in den Kirchen San Rocco, Santa Giulia und der alten Kathedrale zugeschrieben, die fast alle verloren gegangen sind. Unter den wenigen noch erhaltenen Fresken, deren Urheberschaft von Agostino durch Dokumente belegt ist, sind die Dekorationen des Presbyteriums der Kirche San Giorgio in Brescia. Er starb 1665.
Agostino Avanzo war ein Sohn des Baumeisters Giovanni Antonio Avanzo (* 1544, † vor 1617) und Bruder des Baumeisters Giovanni Avanzo (* 1572, † zwischen 1641 und 1657), die vielleicht am Neubauprojekt der Kathedrale von Brescia beteiligt waren.